# Invisible, Inc.
Invisible, Inc. (рус. Корпорация «Невидимая», ранее носившая название Incognita) — компьютерная игра в жанрах стелс и пошаговой тактики с элементами roguelike-игр в антураже киберпанка, разработанная канадской компанией Klei Entertainment. Игрок берёт на себя роль удалённого оператора, управляющего частным шпионским агентством, которое оказалось атаковано интернациональными корпорациями, и направляет агентов на тайные операции для добычи ресурсов и поддержки, чтобы перенести компьютерную систему агентства в безопасное убежище за ограниченное время.
Invisible, Inc. стала доступна в раннем доступе для систем Windows и OS X в январе 2014, позже была выпущена сборка для Linux. Полная версия вышла для систем Windows, OS X и Linux 12 мая 2015 года. Версия для PlayStation 4 вышла 19 апреля 2016 года и в октябре того же года для iOS.

## Игровой процесс
Invisible, Inc. является пошаговой тактической игрой, игровой процесс которой был вдохновлён XCOM, с упором на скрытность и шпионаж. Во время каждого прохождения, игрок принимает роль управляющего агентами для тайных операций и имеет в распоряжении три дня для подготовки к их последней миссии. За отведённое время, игрок выполняет различные задания по всему земному шару, чтобы раздобыть информацию, ценности, снаряжение и персонал, будучи осведомлённым о затраченных часах на путешествия и миссии в этом трёхсуточном промежутке. В начале кампании, игрок выбирает двух агентов и может освободить других агентов во время операций. Если агент погибает на задании, то он остаётся мёртвым до конца прохождения; если погибают все агенты, то это означает конец игры. Детали миссий и планы уровней процедурно генерируются для каждого прохождения, задавая различные цели, препятствия и сложность.

## Сюжет
События игры развиваются в 2074 году, когда мегакорпорации свергли мировые правительства и стали контролировать все страны на земле. Invisible, Inc. — частное разведывательное агентство, предоставляющее свои услуги корпорациям, производя проникновения на целевые объекты с использованием полевых агентов и продвинутой системы искусственного интеллекта, известной как Incognita.
К началу игры, дислокация Invisible, Inc. оказывается раскрыта, из-за чего штаб-квартира агентства, а также большинство агентов и активов оказываются утерянными. Сбежать удаётся только двум агентам, лидеру компании и системе Incognita. Incognita может существовать только на крайне мощных компьютерных системах и не может выжить без них более 72 часов, поэтому задачей агентства становится использование отведённого времени на подготовку к финальной миссии, чтобы они могли проникнуть во вражескую штаб-квартиру, получить доступ к компьютерной системе и подключить туда Incognita.

## Разработка
Игра была впервые анонсирована 2 июля 2013 года в ходе интервью с журналистом Rock, Paper, Shotgun, Натаном Грейсоном. Альфа-версия была представлена в сентябре 2013 года на выставке PAX Prime 2013.
Изначально проект назывался Incognita, но разработчики Klei Entertainment решили сменить его на Invisible, Inc. после проведения тестирования на фокус-группе.

## Отзывы
| Сводный рейтинг       | Сводный рейтинг |
| Агрегатор             | Оценка |
| --------------------- | --- |
| GameRankings          | PC: 81,62 % PS4: 83,23 % |
| Metacritic            | 82 % |
| Иноязычные издания    | |
| Издание               | Оценка |
| Destructoid           | 10/10 |
| Game Informer         | 8/10 |
| GameSpot              | 7/10 |
| GameStar              | 85/100 |
| IGN                   | 8,5/10 |
| PC Gamer (US)         | 80/100 |
| Русскоязычные издания | |
| Издание               | Оценка |
| «IGN Россия»          | 7,5/10 |
| PlayGround.ru         | 8,0/10 |
| Riot Pixels           | 75 % |
| «Игромания»           | 9,0/10 |
| «Игры Mail.ru»        | 8,5/10 |
| «Канобу»              | 9,0/10 |
| Награды               | |
| Издание               | Награда |
| Rock, Paper, Shotgun  | Лучшие стратегий всех времён на персональных компьютерах (2018), 10-е место Лучшие стелс-игры всех времён на персональных компьютерах (2015), 2-е место |

Invisible, Inc. стала финалистом фестиваля Independent Games Festival 2015 года в номинациях «Совершенство в дизайне» и «Гран-при Сеймуса Макнэлли».
Летом 2018 года, благодаря уязвимости в защите Steam Web API, стало известно, что точное количество пользователей сервиса Steam, которые играли в игру хотя бы один раз, составляет 393 703 человека.